# Centrale de Tracy
Vous lisez un « bon article » labellisé en 2013.
La centrale thermique de Tracy est une centrale thermique au mazout lourd d'une capacité de 660 mégawatts construite à compter de 1962 par la Shawinigan Water and Power Company puis complétée par Hydro-Québec après l'étatisation des compagnies d'électricité au Québec. Mise en service entre 1964 et 1968, elle est située sur le bord du fleuve Saint-Laurent à Sorel-Tracy, une ville de la Montérégie.
Utilisée principalement comme centrale de pointe, la centrale thermique de Tracy est particulièrement sollicitée par période de grand froid. En plus de répondre aux besoins ponctuels en hiver, elle a servi plusieurs fois à suppléer aux baisses de niveau des grands réservoirs nordiques de la société Hydro-Québec.
Malgré son exploitation sporadique, la centrale a souvent été pointée du doigt en matière de pollution de l'air, étant une source importante de dioxyde de soufre (SO2), d'oxyde d'azote (NOx), de particules fines et de dioxyde de carbone (CO2). Certains ont reproché à la société d'y produire de l'électricité pour la vendre sur les marchés d'exportation en profitant des bas prix du combustible à certaines époques.
La centrale a mis fin à ses opérations à l'hiver 2010-2011 et a été fermée définitivement le 1er mars 2011 en vue de son démantèlement, qui a été achevé en septembre 2015.

## Localisation
La centrale est située dans l'ancienne ville de Tracy sur le bord du fleuve Saint-Laurent, à 75 km au nord-est de Montréal. Fondée en 1954, la municipalité, qui est séparée de Sorel par la rivière Richelieu, a une vocation industrielle et navale. Le chantier naval de Marine Industries s'y établit en 1937. D'autres industries lourdes de sidérurgie et métallurgie choisissent également l'endroit. Tracy devient un secteur de Sorel-Tracy après la fusion des deux villes, en 2000.
La propriété d'Hydro-Québec a pour adresse le 12125, route Marie-Victorin. La centrale a été construite sur un terrain de 50,6 hectares, qui enjambe la route 132 et une voie ferrée du Canadien National, à 6,5 km en amont du centre-ville de Sorel.

## Histoire

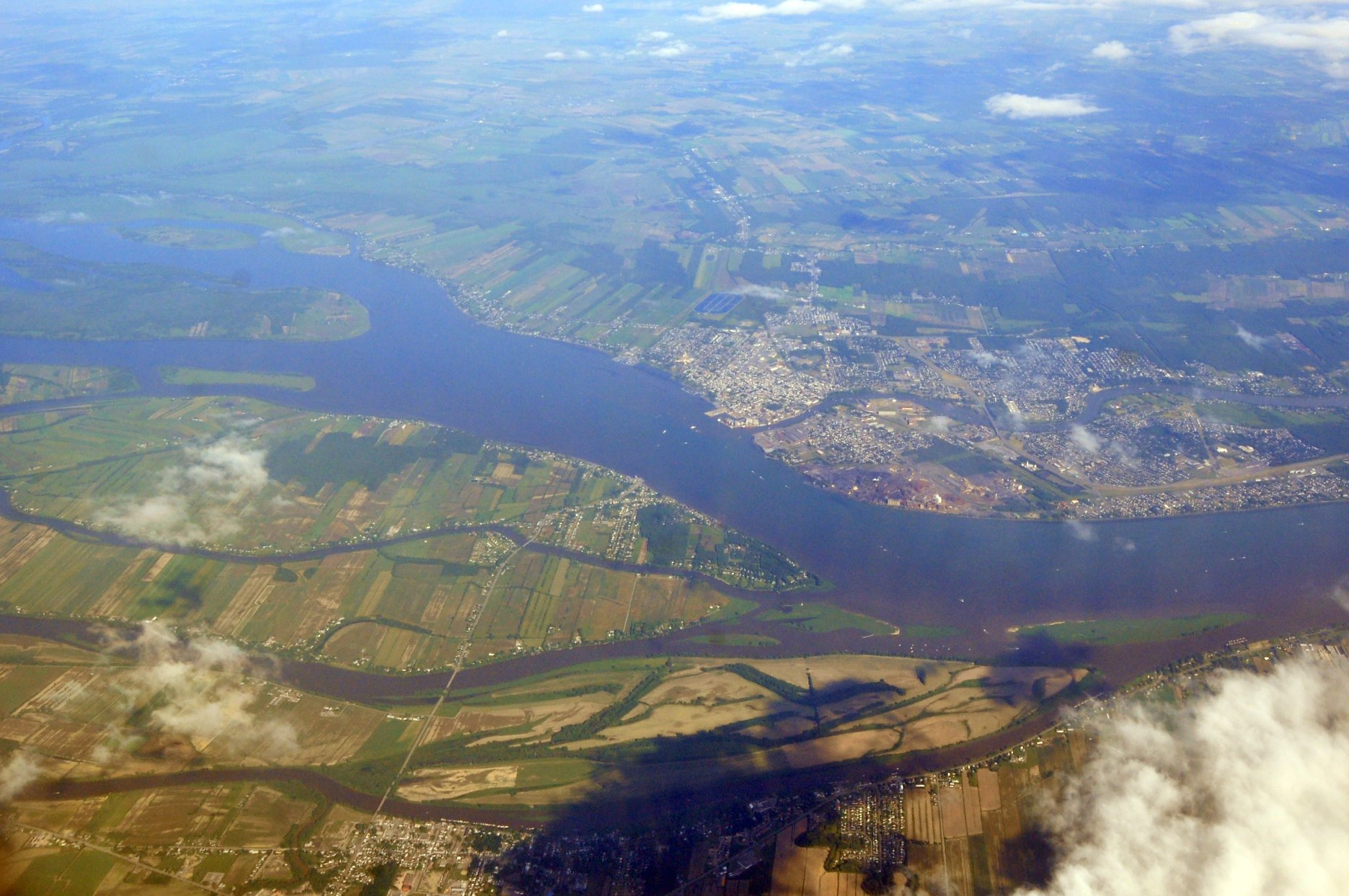
Vue aérienne de Sorel-Tracy.

La construction de cette centrale au mazout a été entreprise au début des années 1960 par la Shawinigan Water and Power Company (SWP) afin de répondre à l'augmentation de la demande d'électricité et de compenser le faible potentiel de développement hydroélectrique résiduel de la rivière Saint-Maurice. De plus, l'entreprise réussit difficilement à obtenir des approvisionnements fermes supplémentaires de la société d'État Hydro-Québec. En février 1959, la société informe la SWP qu'il sera impossible de lui vendre davantage, disant avoir de la difficulté à couvrir les besoins de son propre réseau de distribution.
La SWP entreprend des études en vue d'ériger une centrale thermique au mazout de 300 MW qui serait construite à Tracy au coût de 45 millions de dollars canadiens. La centrale, conçue pour procurer une puissance d'appoint aux centrales de la rivière Saint-Maurice, devait être alimentée par les résidus de l'usine pétrochimique construite à Varennes par une autre filiale du groupe, la Shawinigan Chemicals Limited.
En novembre 1959, l'entreprise aborde le sujet lors d'une rencontre avec le ministre des Ressources hydrauliques, Daniel Johnson, qui accueille l'idée de manière « plutôt négative ». Ce dossier et le projet de construire la centrale des Rapides-des-Cœurs en Haute-Mauricie, restent en suspens à la veille d'une élection prévue en 1960.
Le nouveau premier ministre du Québec, Jean Lesage, donne son accord à la Shawinigan en mai 1961, en assortissant toutefois son approbation à l'aménagement dans les plus brefs délais des rapides des Cœurs et l'érection de l'usine pétrochimique à Varennes. La construction de la centrale et de l'usine pétrochimique sont annoncées le 31 juillet. Les travaux de la première phase de la centrale débutent en mars 1962, sous la direction de l'entrepreneur général United Engineers and Constructors, de Philadelphie et emploient 800 ouvriers.
Elle est complétée après la prise de contrôle de la Shawinigan par Hydro-Québec dans le cadre de la deuxième phase de la nationalisation de l'électricité en 1963. Deux groupes supplémentaires sont ensuite commandés par Hydro-Québec qui en confie la construction à Shawinigan Engineering. Les travaux débutent en mars 1965 pour se terminer en février 1968.
Dans un fascicule publié par son service des relations publiques peu après la mise en service du second groupe, à l'été 1965, Hydro-Québec motive sa décision en évoquant des « besoins immédiats très urgents et par la nécessité de pourvoir le réseau provincial d'une réserve de puissance de production », ajoutant que le rôle de la centrale sera appelé à varier au fil des ans. Moins coûteuse à construire qu'une centrale hydroélectrique et située plus près des marchés de consommation, elle peut selon les circonstances produire en pointe, remédier aux pannes de production ou de transport, compenser le manque d'eau en période de faible hydraulicité ou participer au réglage de la tension en faisant tourner les génératrices pour fournir de la puissance réactive au réseau.
La transition entre l'ancien et le nouveau propriétaire complique un peu les choses pendant la construction. Les deux groupes construits pour la SWP doivent être séparés par un mur de ceux commandés par Hydro-Québec, puisque les détenteurs d'obligations de la Shawinigan exigent que les actifs de la nouvelle filiale d'Hydro-Québec restent distincts de ceux de la société d'État.

## Caractéristiques techniques
Pour un article plus général, voir Centrale thermique.

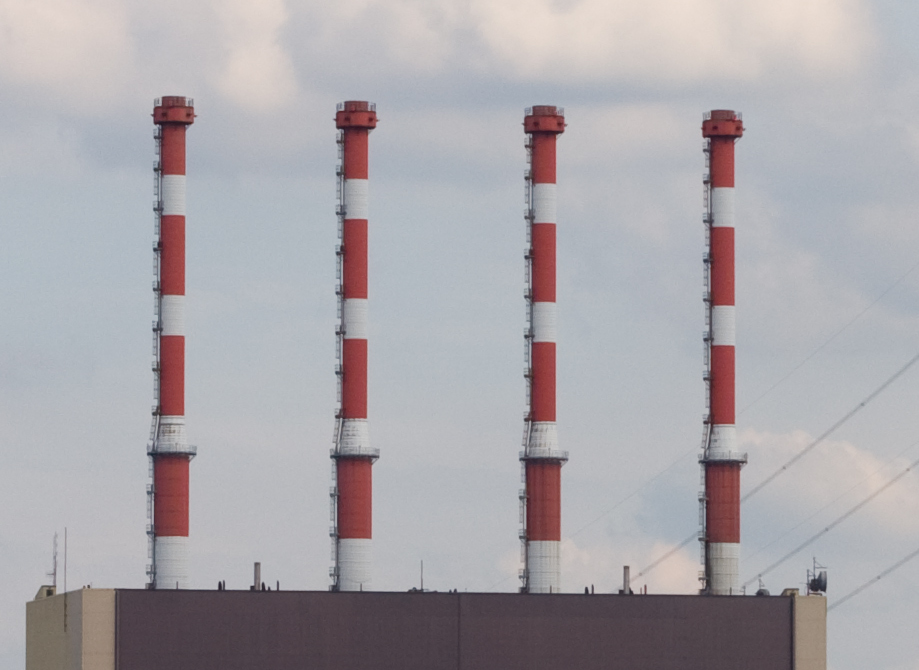
Les cheminées de la centrale.

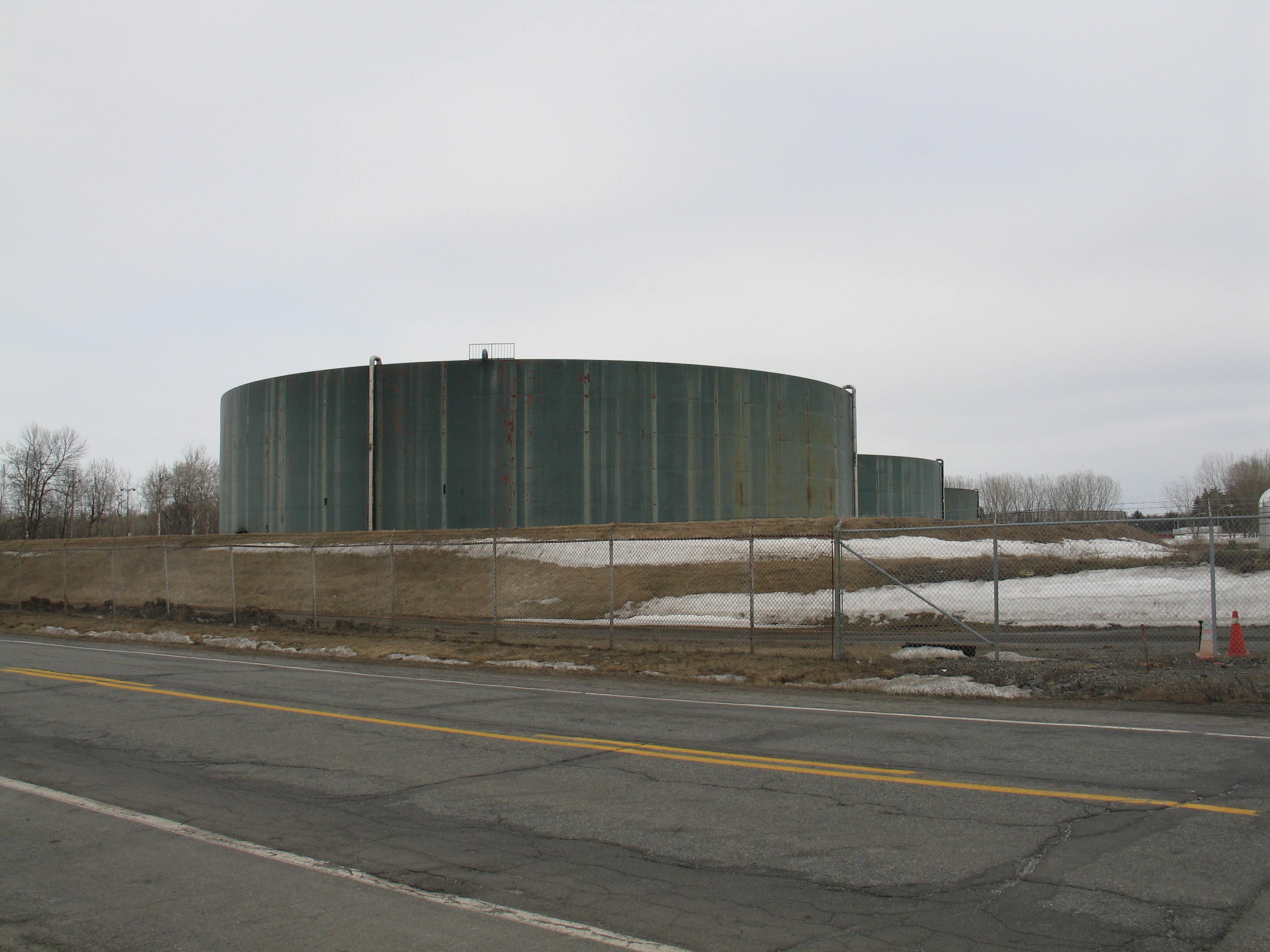
Les réservoirs de carburant situés en face de la centrale.

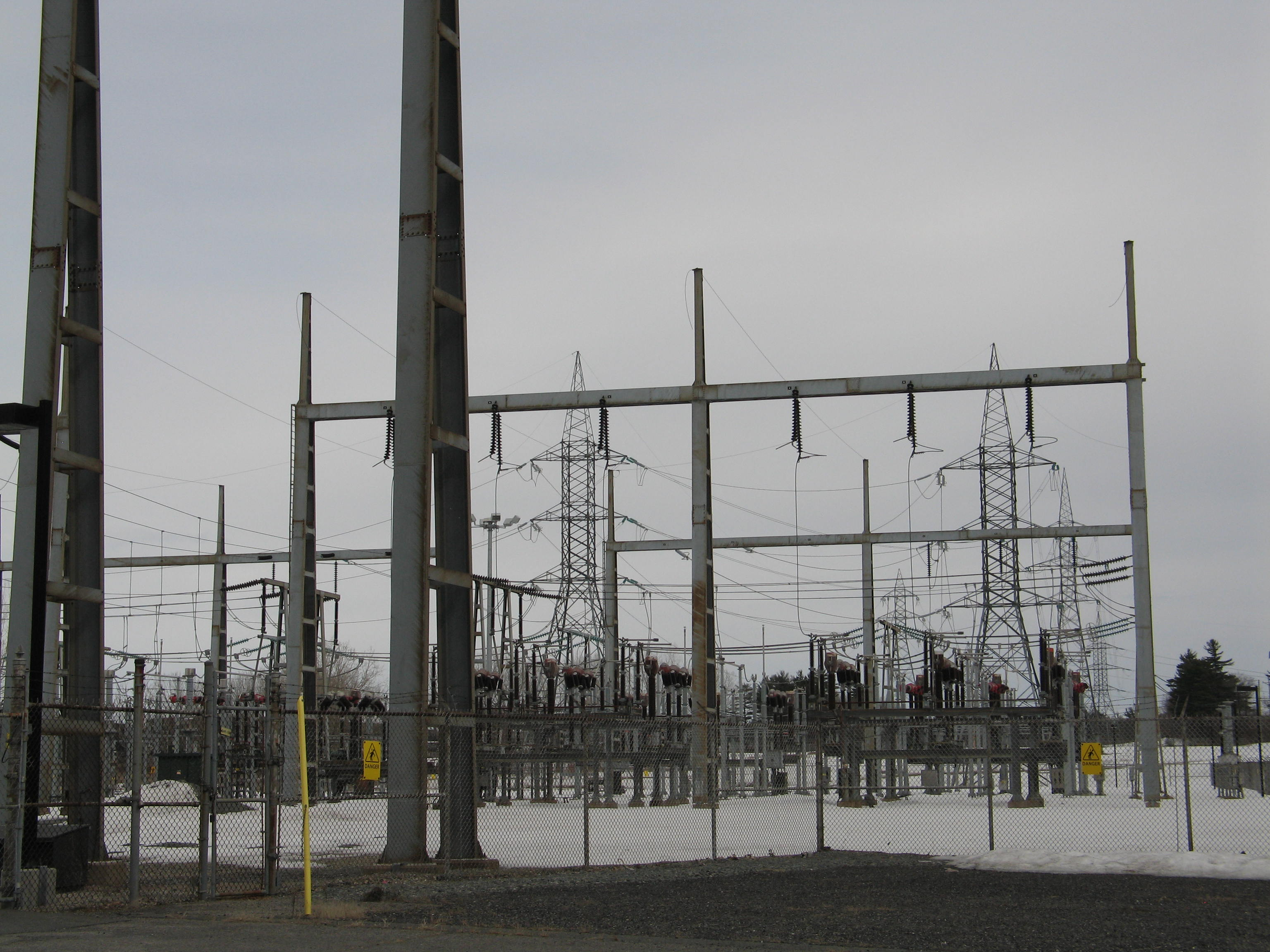
Le poste électrique de la centrale.

Les centrales thermiques jouent un rôle secondaire dans le réseau de production d'Hydro-Québec, dominé par la production hydroélectrique. En 2009, la production thermique non nucléaire constitue 4,4 % de la puissance installée totale, mais ne produit que 446 GWh, ce qui ne représente que 0,3 % de la production totale de l'entreprise.
Plus coûteuses et plus polluantes que les centrales hydroélectriques, les centrales thermiques sont surtout utilisées pour produire de l'énergie lors des périodes de pointe sur le réseau électrique québécois. D'autres desservent des régions isolées qui ne sont pas connectées au réseau principal et sont à la tête de réseaux autonomes.
Une centrale thermique comme celle de Tracy convertit l'énergie contenue dans le mazout lourd en chaleur, en mouvement, puis en électricité. Le brûlage du combustible vaporise de l'eau et la vapeur actionne une turbine en se détendant. L'action de la turbine fait tourner le rotor d'un alternateur et produit de l'électricité. L'eau retourne à l'état liquide et est réutilisée pour un autre cycle.
Avant d'arriver dans la chaudière, l'eau est préchauffée à six reprises pour passer de 27 °C à 238 °C et dégazée avant d'entrer dans la chaudière à une température de 341 °C, voisine de l'ébullition sous pression.
Les chaudières sont imposantes. Chacune d'entre elles mesure 12 × 9 m à sa base et s'élève à une hauteur de 55 m, l'équivalent d'un édifice de 13 étages. Au sommet, la chaudière comporte un ballon d'une longueur de 16 m dans lequel l'eau et la vapeur saturée sont séparées. La chaudière est chauffée par 16 brûleurs, quatre à chaque coin, qui peuvent être rétractés et s'incliner pour régler la température de la vapeur. La vapeur atteint l'état de gaz parfait à 539 °C, et une pression de 127,5 bars après un passage dans le surchauffeur.
À sa puissance nominale, la centrale consomme 159 m3 de mazout lourd à l'heure,. Une dizaine de réservoirs de stockage de carburant de 31 800 m3 sont situés derrière la centrale. Ils sont alimentés en combustible à partir des raffineries de Montréal ou de Lévis par pétrolier ou chemin de fer.
Chaque groupe de la centrale est conçu pour démarrer à chaud en 20 ou 30 minutes. Un démarrage à froid peut prendre entre deux et trois heures. Il s'agit d'une opération délicate puisque toutes les pièces de la turbine doivent être chauffées de manière relativement uniforme afin d'empêcher des déformations du métal. Le bon déroulement de cette opération s'accompagne de plus de 70 étapes et est contrôlé par des automatismes séquentiels afin d'éviter les fausses manœuvres. Les mêmes précautions doivent être prises lors de l'arrêt de la production afin de refroidir les machines de manière que les pièces ne gauchissent pas.
La centrale est reconnaissable à ses quatre cheminées hautes de 137 m. Les cheminées, encadrées de soupapes de sécurité, ne s'élèvent qu'à 82 m au moment de l'ouverture dans les années 1960. Elles sont rallongées en 1980, en réponse à des considérations environnementales. Sa production maximale annuelle est limitée à 2,6 TWh en raison de la réglementation sur la pollution de l'air.
Les chaudières de la centrale sont conçues pour être converties au charbon dans l'éventualité où ce combustible devienne une solution plus économique. Des espaces pour l'équipement de chauffe et un parc à charbon sont prévus dans les plans.
Le pylône électrique près de la centrale a une hauteur de 175 m, ce qui en fait le plus haut au Québec. Il appartient à une ligne de 735 kV qui traverse le fleuve Saint-Laurent. Le poste de départ de la centrale est relié au réseau par quatre lignes à 230 kV à des postes à Boucherville, Varennes, Contrecœur, Carignan (lignes 2320 et 2322) et Sorel-Tracy (lignes 2332 et 2336),.
L'usine de Tracy a été la seule grande centrale thermique dans le parc de production d'Hydro-Québec — qui a compté aussi trois turbines à gaz, les centrales de Bécancour, La Citière et Cadillac, à son parc de production intégré en 2011 — et elle a longtemps constitué la principale source d'émission de polluants atmosphériques du producteur d'électricité québécois.

## Exploitation

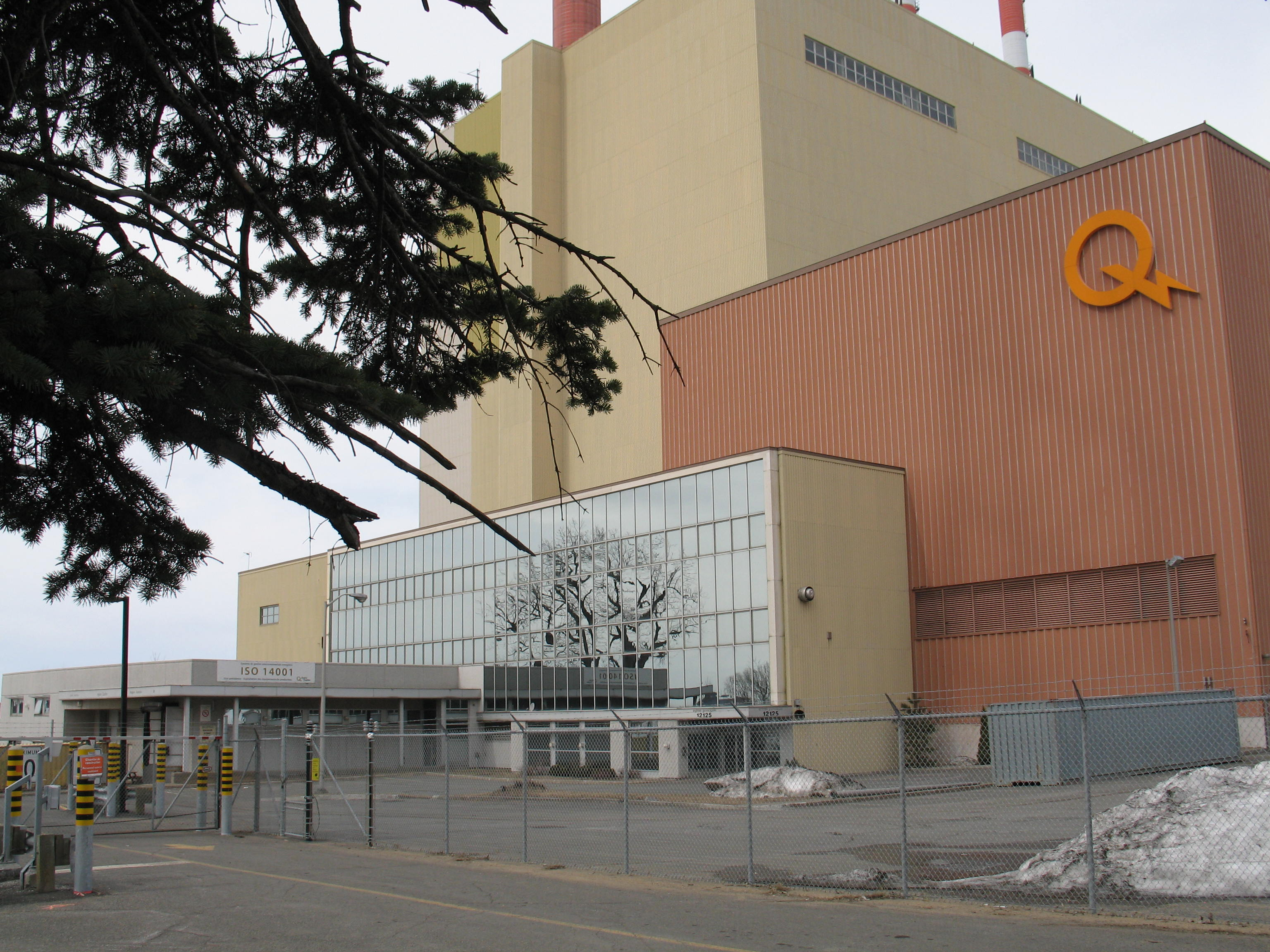
L'entrée principale de la centrale.

La centrale de Tracy a une vocation de centrale de pointe. Elle a donc principalement été ouverte en hiver pour répondre aux besoins supplémentaires du chauffage électrique. Elle a également connu des périodes d'activité prolongées entre 1989 et 1991, en 1998, 2003 et 2004 en raison de la faible hydraulicité et d'une baisse conséquente des volumes d'eau emmagasinés dans les réservoirs.
Depuis les années 1980, des voix se font entendre pour réclamer la fermeture de la centrale chaque fois qu'elle est mise en opération pour une période prolongée,. Les résidents se plaignent en particulier du bruit et des odeurs.
En décembre 1990, la ministre de l'Énergie, Lise Bacon, demande à Hydro-Québec d'examiner la possibilité de convertir la centrale au gaz naturel, autant pour réduire ses rejets de dioxyde de soufre (SO2) que par mesure d'économie — l'entreprise débourse alors 28 dollars canadiens le baril pour le mazout lourd alors que l'équivalent en gaz lui aurait coûté 18 dollars canadiens.
En 1992, Hydro-Québec annonce qu'elle s'engage dans un programme de modernisation de 300 millions de dollars canadiens, qui inclut la conversion des brûleurs à la bi-énergie gaz naturel/pétrole en 1994 et 1995. La centrale ayant été peu utilisée entre 1992 et 1997, le programme de réfection est revu à la baisse, diminuant de 165  à   130 millions de dollars canadiens. Après avoir évoqué la possibilité de fermer la centrale à l'été 1996 dans le cadre d'un programme de réduction des dépenses de l'entreprise, Hydro-Québec met en veilleuse deux des quatre groupes et écarte la conversion des brûleurs au gaz naturel qui « n'est pas jugée avantageuse pour le moment ».

### Périodes d'utilisation intensive

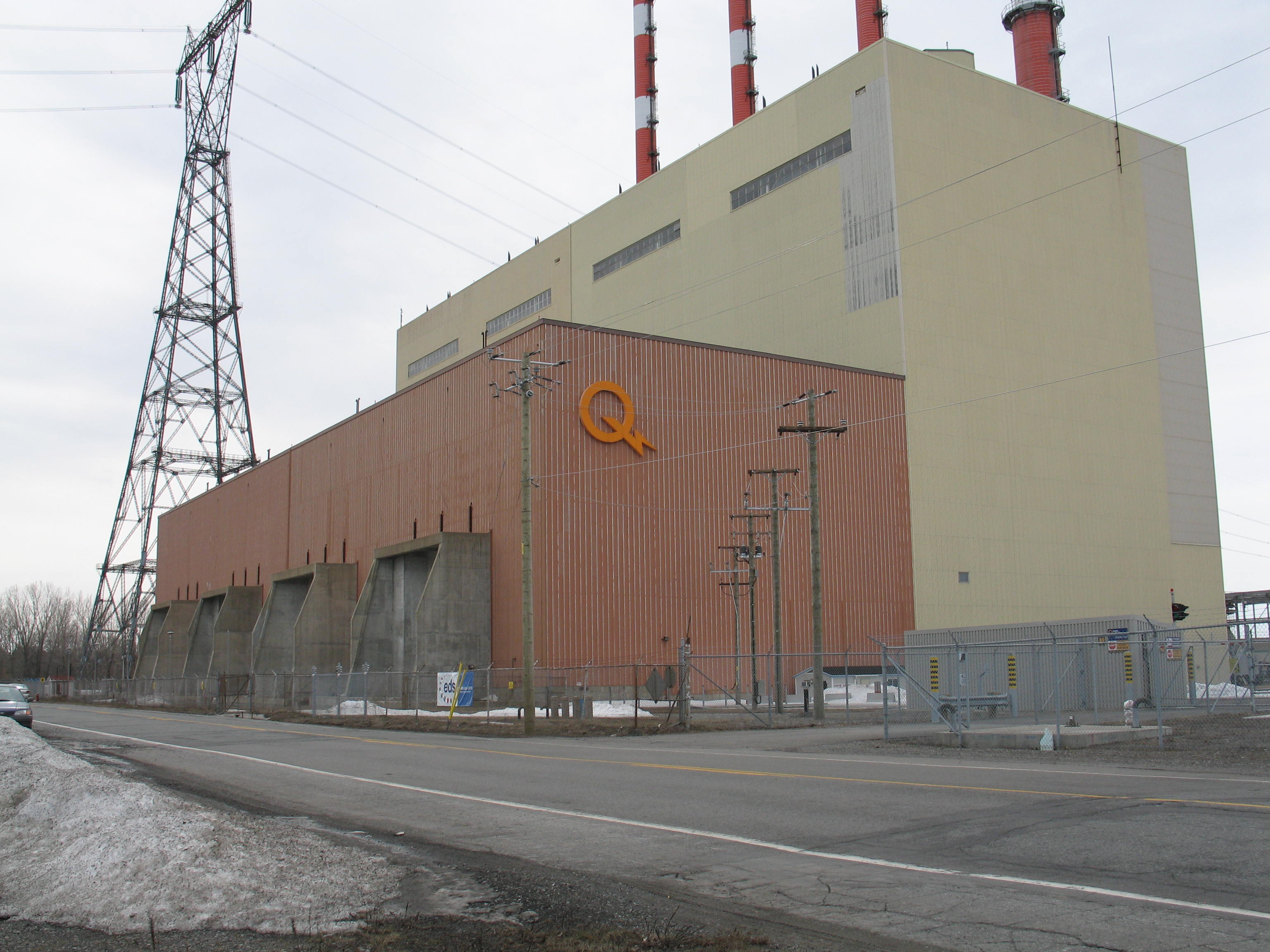
La centrale a été exploitée en base entre juin 2003 et mai 2004 en raison d'importants déficits d'hydraulicité.

Hydro-Québec redémarre la centrale durant le grand verglas de janvier 1998. En juillet de la même année, la société signe un contrat d'un an avec la raffinerie Ultramar de Lévis pour des livraisons de mazout lourd à 13 dollars canadiens le baril, du « jamais vu » selon le PDG André Caillé. Malgré les démentis du producteur, les observateurs croient plutôt que la baisse du niveau des réservoirs explique la remise en service de la centrale de Tracy,. Quelques mois plus tard, l'entreprise est forcée d'admettre que les niveaux de ses réservoirs sont bas.
Après deux ans d'inactivité qui ont permis d'achever des travaux de réfection, la centrale tourne à plein régime pendant 5 semaines du 14 juin au 23 juillet 2001 afin de profiter des prix élevés sur les marchés d'exportation et du faible coût du carburant et produit environ 200 GWh. Durant cette période, Hydro-Québec a pris livraison de 76 320 m3 de mazout lourd, en plus d'une cargaison de 43 000 m3 en août. Lorsqu'elle fonctionne à plein régime, la centrale consomme 3 180 m3 par jour.
Les groupes de la centrale sont remis en service au milieu du mois de juin 2003, pour répondre à une nouvelle baisse du niveau des réservoirs, après deux années d'amélioration. En octobre, le journaliste Louis-Gilles Francoeur révèle dans Le Devoir que les niveaux de trois des plus importants réservoirs du Québec (Manic-5, LG-2 et Caniapiscau) ont atteint des niveaux qualifiés d'« alarmants » en mai 2003. Le déficit d'hydraulicité atteint 23 TWh en 2003 et la centrale de Tracy est mise à contribution en fonctionnant pendant 11 mois sur 12. Avec une production de 1,75 TWh cette année-là, l'usine connaît une année record, surpassant la production de 1990.
La température très froide enregistrée à la mi-janvier 2004 fait augmenter la consommation à des niveaux record et s'ajoute aux problèmes d'approvisionnement. L'usine thermique continue de tourner à plein régime. Hydro-Québec bat quatre fois sa demande de pointe historique en quatre jours, dont deux fois durant la journée du 15 janvier. Montréal enregistre alors une température de −30 °C. La demande totale du réseau atteint 35 818 MW à 7 h 18 le matin et monte jusqu'à 36 279 MW à 17 h 30.
Cette utilisation intensive de la centrale de Tracy commence à susciter un fort mécontentement chez les citoyens de Sorel-Tracy, qui en appellent à leurs élus municipaux. Durant l'été 2003, les propriétés de plusieurs citoyens sont salies par des gouttelettes rougeâtres d'origine inconnue. Hydro-Québec verse des compensations à certains propriétaires, reconnaissant qu'il pourrait s'agir d'« émanations possibles en provenance de la centrale thermique ».
Le 29 mars 2004, au terme d'une rencontre entre la direction d'Hydro-Québec et d'une délégation de citoyens de Sorel-Tracy menée par son maire, Marcel Robert, l'entreprise s'engage à cesser la production à la centrale avant le 31 mai 2004 et à ne l'utiliser qu'en période de pointe. Cette décision répond aux demandes du gouvernement du Québec et des autorités régionales, qui souhaitent conserver les emplois à l'usine.

### Production de la centrale
|      | Jan.  | Fév.  | Mars  | Avr.  | Mai   | Juin  | Juil. | Août  | Sep.  | Oct.  | Nov.  | Déc.  | Total   |
| ---- | ----- | ----- | ----- | ----- | ----- | ----- | ----- | ----- | ----- | ----- | ----- | ----- | ------- |
| 1989 | 221,9 | 232,5 | 194,0 | 9,1   | 0,0   | 0,0   | 0,0   | 8,3   | 99,1  | 142,9 | 202,0 | 333,7 | 1 443,5 |
| 1990 | 228,5 | 189,9 | 201,4 | 191,5 | 205,0 | 183,0 | 158,6 | 163,6 | 151,4 | 23,1  | 7,7   | 16,0  | 1 719,6 |
| 1991 | 92,1  | 68,7  | 0,0   | 0,0   | 0,0   | 5,7   | 1,5   | 0,0   | 7,5   | 20,9  | 36,1  | 112,4 | 344,9   |
| 1992 | 275,0 | 286,7 | 201,3 | 170,0 | 0,0   | 0,0   | 0,0   | 0,0   | 10,3  | 0,1   | 0,2   | 6,6   | 950,1   |
| 1993 | 5,5   | 12,2  | 0,0   | 0,0   | 0,0   | 0,0   | 0,0   | 0,0   | 0,0   | 1,5   | 2,7   | 1,4   | 23,3    |
| 1994 | 46,7  | 29,8  | 0,0   | 0,0   | 0,0   | 0,5   | 0,0   | 0,5   | 0,0   | 0,6   | 1,1   | 0,0   | 79,2    |
| 1995 | 0,0   | 4,8   | 0,0   | 0,0   | 0,0   | 0,0   | 0,0   | 0,0   | 0,0   | 0,0   | 1,1   | 1,0   | 7,0     |
| 1996 | 0,0   | 0,0   | 0,0   | 0,0   | 0,0   | 0,0   | 0,0   | 0,0   | 0,0   | 0,0   | 0,0   | 0,3   | 0,3     |
| 1997 | 0,8   | 0,0   | 0,0   | 0,0   | 1,6   | 17,7  | 0,0   | 0,0   | 0,0   | 11,6  | 0,0   | 16,7  | 48,3    |
| 1998 | 214,3 | 0,0   | 0,0   | 0,0   | 0,0   | 0,0   | 13,2  | 103,9 | 245,5 | 333,6 | 287,7 | 287,3 | 1 485,5 |
| 1999 | 285,4 | 269,5 | 236,3 | 157,8 | 29,6  | 0,0   | 0,0   | 0,0   | 0,0   | 1,7   | 9,1   | 9,5   | 998,9   |
| 2000 | 71,8  | 0,0   | 13,9  | 0,0   | 0,0   | 0,0   | 0,0   | 0,0   | 0,9   | 1,0   | 1,0   | 88,3  | 176,9   |
| 2001 | 0,0   | 0,0   | 0,0   | 0,0   | 0,0   | 103,9 | 93,4  | 0,0   | 0,0   | 0,0   | 1,6   | 0,0   | 198,9   |
| 2002 | 0,8   | 0,0   | 0,0   | 0,0   | 0,0   | 0,0   | 0,0   | 0,0   | 0,0   | 1,4   | 1,3   | 1,2   | 4,8     |
| 2003 | 180,4 | 225,8 | 153,1 | 0,0   | 1,1   | 117,2 | 71,6  | 98,0  | 201,7 | 209,4 | 239,1 | 258,2 | 1 755,6 |

## Environnement
Au cours des 30 dernières années de sa vie utile, la centrale de Tracy a dû être exploitée en fonction de règles environnementales de plus en plus sévères. Les ententes canado-américaines sur la réduction des pluies acides, la réglementation sur les émissions de particules, la teneur en soufre du carburant et celle sur les gaz à effet de serre ont graduellement contraint la flexibilité opérationnelle de la centrale en dehors des heures de pointe.
La centrale a fonctionné 4 500 heures en 2003 et a rejeté 11 316 tonnes de dioxyde de soufre (SO2) et 6 284 tonnes d'oxyde d'azote (NOx), ce qui dépasse le plafond de 5 kt fixé pour l'ensemble de la zone de gestion des émissions polluantes (ZGEP) québécoise en vertu de l'annexe sur l'ozone de l'Accord Canada-États-Unis sur la qualité de l'air de 2000. L'année suivante, la centrale émet 1,2 mégatonne de dioxyde de carbone (CO2), 6 674 tonnes de SO2 et 4 010 tonnes de NOx. Elle a produit de l'électricité pendant 2 355 heures en 2004. Depuis, le nombre d'heures de fonctionnement est en forte baisse. En 2005, Tracy a produit de l'électricité pendant seulement 373 heures.
Le plan d'action sur les changements climatiques du gouvernement du Québec ajoute aux coûts d'exploitation de l'usine à compter de 2007. En vertu du régime de redevance sur les produits énergétiques d'origine fossile, la part d'Hydro-Québec pour l'utilisation de la centrale de Tracy s'établit à 4,5 millions de dollars canadiens. L'adoption du Règlement sur l'assainissement de l'atmosphère, en juin 2011, a pour conséquence d'obliger la centrale à se munir d'un système de réduction catalytique sélective (SCR) afin de demeurer sous la limite de 2 100 tonnes de NOx par année, un investissement qu'une étude du ministère du Développement durable, de l'Environnement et de la Faune du Québec évalue à 75 millions de dollars canadiens en 2010.

## Fermeture et démantèlement
La centrale cesse ses opérations à la fin de l'hiver 2010-2011 pour être mise en arrêt prolongé. Elle est fermée officiellement le 1er mars 2011.

### Démantèlement de la structure

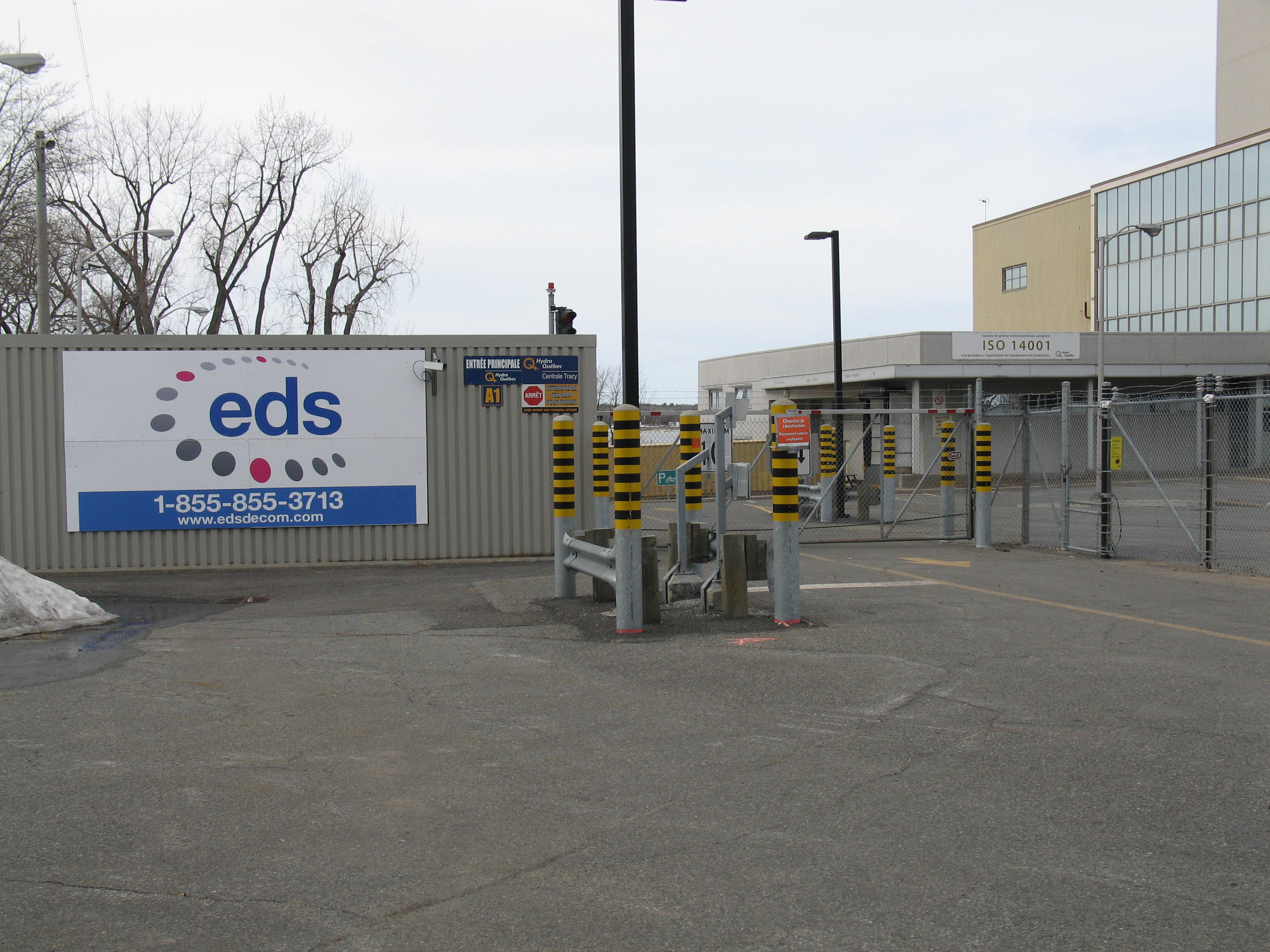
Les travaux de démantèlement ont été interrompus en décembre 2013 en raison de la faillite du contracteur EDS Canada.

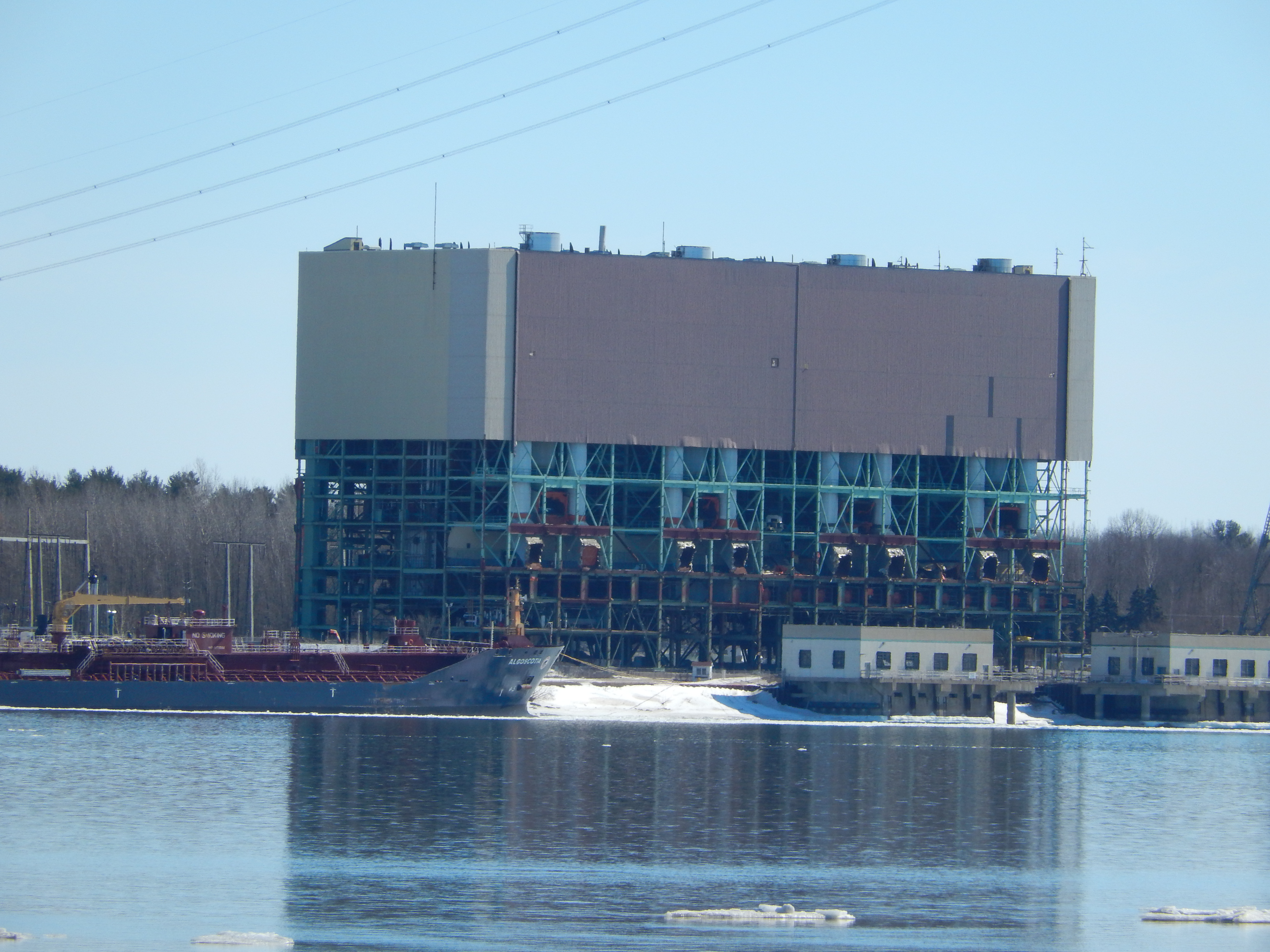
Avancement du démantèlement en mars 2015.

Les travaux de démantèlement de la centrale ont débuté en janvier 2013 et devaient durer un an. Ils avaient été confiés à la firme américaine EDS Decommissioning, une filiale du groupe britannique Silverdell. EDS était responsable du démantèlement de l'usine, un contrat évalué à environ 19 millions de dollars canadiens (12 millions de livres sterling). Le projet comprenait en outre la démolition des structures, le désamiantage du bâtiment et de la disposition de l'équipement. L'entreprise comptait extraire 37 000 tonnes d'équipements, de pièces et de métal recyclable qu'elle revendra en vertu de l'entente,.
Au cours de l'année 2013, des travaux ont été réalisés à l'intérieur du bâtiment et les cheminées ont été retirées au début novembre 2013,. Cependant, les travaux de démantèlement ont été suspendus en décembre 2013 en raison de la faillite du contracteur. Hydro-Québec évalue différents scénarios pour achever les travaux, qui devaient initialement se terminer au début de 2014. Un autre entrepreneur a été désigné  à l'été 2014 au terme d'un processus d'appel d'offres. Les travaux de démolition des structures menés par l'entreprise Excavation René St-Pierre ont repris en septembre 2014 et doivent durer pendant un an. L'enlèvement des fondations et des structures de sécurité ainsi que la réhabilitation du site se poursuivront jusqu'en 2017. La dernière section a été jetée au sol le 25 septembre 2015.

### Reconversion du site
En 2011, Hydro-Québec a vendu les réservoirs de stockage de mazout lourd à l'entreprise Kildair Services, qui compte les exploiter dans le cadre d'un projet de terminal de transbordement de pétrole lourd de l'Ouest canadien pour le compte de Suncor. Les convois de 60 wagons-citerne emprunteront la voie ferrée du Canadien National à compter de juin 2014 pour livrer leur contenu dans les citernes de l'ancienne centrale.
À la fin de 2011, la Société des traversiers du Québec évoque la possibilité de déménager l'embarcadère du traversier Sorel-Tracy–Saint-Ignace-de-Loyola à la hauteur de la centrale d'Hydro-Québec afin d'augmenter son achalandage. En octobre 2012, ce scénario figure parmi les cinq hypothèses étudiées par un consultant retenu par le gouvernement.
En 2014, le conseil municipal de Sorel-Tracy adopte une résolution pour signifier son intérêt à l'égard des terrains libérés par la démolition de la centrale. La municipalité souhaiterait acquérir les terrains situés entre la route 132 et l'autoroute 30 afin d'agrandir son parc industriel. Des rencontres ont eu lieu à ce sujet en 2015.
La ville s'est finalement associée à l'entreprise QSL International pour le dévelioppement et l'exploitation d'une zone industrialo-portuaire sur le site de l'ancienne centrale électrique. La construction d'un entrepôt a été complétée en 2021, au coût de 10 millions $. Les installations sont destinées à l'entreposage de fertilisants, de sels de route et de cargaison générale. Le promoteur désire ajouter au site un terminal portuaire qui permettrait le chargement et le déchargement des navires. En 2025, le projet est à l'étape de l'évaluation environnementale. 